# Bedug (Pangkah)
Bedug is een bestuurslaag in het regentschap Tegal van de provincie Midden-Java, Indonesië. Bedug telt 4609 inwoners (volkstelling 2010).